# نيكولاس بيغنال
نيكولاس بيغنال (بالإنجليزية: Nicholas Bignall)‏ (11 يوليو 1990 بريدنغ في المملكة المتحدة - ) هو لاعب كرة قدم بريطاني في مركز الهجوم. لعب مع ستوكبورت كونتي ونادي برينتفورد ونادي بورنموث ونادي ريدنغ ونادي ساوثهامبتون ونادي غاينسبورو ترينيتي وهايز وييدينغ يونايتد ‏ وساتون يونايتد وBasingstoke Town F.C. ‏ ونادي تشيلتنهام تاون لكرة القدم ونادي إكزتر سيتي ونادي نورثامبتون تاون وويكمب وندررز.

## وصلات خارجية
- نيكولاس بيغنال على موقع قاعدة بيانات كرة القدم.إي يو (الإنجليزية)
- نيكولاس بيغنال على موقع Soccerbase.com (لاعب) (الإنجليزية)
- نيكولاس بيغنال على موقع Soccerway.com (الإنجليزية)